# 內華達城 (蒙大拿州)
內華達城（英語：Nevada City）是位於美國蒙大拿州麥迪遜縣的鬼鎮。

## 歷史
內華達城的郵局於1865年設立，其後於1875年停運。

## 地理
內華達城所處的海拔為高於海平面1756米（即5761英呎），而該地所採用的時區為UTC-7，即北美山地時區（MST）。同時該地設有夏令時間，為UTC-7調快一小時，即UTC-6（MDT）。